# Megaselia rufipes
Espèce
Megaselia rufipes est une espèce d'insecte diptère de la famille des Phoridae.
C'est une petite mouche de 3,5 mm de long au stade adulte, parasitoïde et saprophage.